# Marie-Henri-Guillaume de Chabrol-Tournoël
Marie-Henri-Guillaume, comte Chabrol de Tournoël (18 mai 1840 à Paris - 25 décembre 1923 à Nevers), est un homme politique français.

## Biographie
Petit-fils de Guillaume-Michel de Chabrol-Tournoël, il passa sa jeunesse à voyager, surtout en Amérique, et, à son retour en France, collabora au Correspondant, puis au Français. Lié avec plusieurs des membres dirigeants du parti orléaniste, il contribua, en outre, à la fondation de l'Indépendant du Centre, à Clermont-Ferrand. Ce journal, d'opinions conservatrices-libérales, faisait une guerre assez vive à l'Empire ; il fut poursuivi lors de la souscription en l'honneur de Baudin.
Après le 4 septembre, Chabrol de Tournoël vint à Paris ; il s'engagea pendant le siège dans les rangs de la garde nationale, puis fut élu, le 8 février 1871, représentant du Puy-de-Dôme à l'Assemblée nationale. Il s'inscrivit au centre droit, fut membre de la commission de décentralisation et rapporteur du projet de loi d'organisation municipale.
Il vota : pour la paix, pour les prières publiques, pour l'abrogation des lois d'exil, contre le retour de l'Assemblée à Paris, pour la démission de Thiers au 24 mai, pour le septennat, pour le ministère de Broglie, contre les amendements Wallon et Pascal Duprat et contre l'ensemble des lois constitutionnelles.
Il épousa Marie de Bourbon Busset, petite-fille de François Louis Joseph de Bourbon Busset.

## Sources
- « Marie-Henri-Guillaume de Chabrol-Tournoël », dans Adolphe Robert et Gaston Cougny, Dictionnaire des parlementaires français, Edgar Bourloton, 1889-1891 [détail de l’édition]